# NFC South
NFC South je divize National Football Conference (NFC, Národní fotbalové konference) National Football League (NFL, Národní fotbalové ligy). V současnosti má čtyři členy: Atlantu Falcons, Carolinu Panthers, New Orleans Saints a Tampu Bay Buccaneers. Divize byla vytvořena před sezónou 2002, když se NFL rozrostla na 32 týmů. Předtím hrála Tampa Bay v divizi AFC West (1976) a NFC Central (1970 - 2001), zatímco ostatní tři týmy byli součástí geograficky neodpovídající NFC West.
NFC South je jedinou divizí, která od rozdělení v roce 2002 měla každý ze čtyř týmů ve finále konference: Tampa Bay (2002), Atlanta (2004), Carolina (2003 a 2005), New Orleans (2006 a 2009). Všechny čtyři týmy si ve své historii zahráli také v Super Bowlu: Atlanta ještě v divizi NFC West (1998), Tampa (2002), Carolina (2003), New Orleans (2009), ale pouze Tampa Bay a New Orleans zvítězili. Tato divize je také jediná, ve které všechny týmy od roku 2002 získali minimálně dva divizní tituly.
Před startem sezóny 2012 měli Falcons a Saints shodně nejvyšší počet vítězství ze všech týmů v divizi. Saints vedli divizi s celkovým zápisem 299 vítězství - 386 porážek - 5 remíz (v play-off 5-8) a vítězství v Super Bowlu 2009. Falcons zaznamenali bilanci 299-399-6 (v play-off 6-11), jejich jediná účast v Super Bowlu 1998 skončila nezdarem. Buccaneers mají 222-341-1 (play-off 6-9) a vítězství v Super Bowlu 2002, Panthers 125-147-0 (6-4) a porážku v Super Bowlu 2003.

## Složení divize
2002 - současnost - Buccaneers jsou přesunuti z NFC Central, Falcons, Panthers a Saints z NFC West.
- Atlanta Falcons
- Carolina Panthers
- New Orleans Saints
- Tampa Bay Buccaneers

## Šampióni divize
| Sezóna    | Tým                  | Bilance | Výsledek v play-off               |
| --------- | -------------------- | ------- | --------------------------------- |
| NFC South |                      |         |                                   |
| 2002      | Tampa Bay Buccaneers | 12-4-0  | Vítězství v Super Bowlu XXXVII    |
| 2003      | Carolina Panthers    | 11-5-0  | Porážka v Super Bowlu XXXVIII     |
| 2004      | Atlanta Falcons      | 11-5-0  | Porážka v NFC Championship Game   |
| 2005      | Tampa Bay Buccaneers | 11-5-0  | Porážka v NFC Wild Card Play-off  |
| 2006      | New Orleans Saints   | 10-6-0  | Porážka v NFC Championship Game   |
| 2007      | Tampa Bay Buccaneers | 9-7-0   | Porážka v NFC Wild Card Play-off  |
| 2008      | Carolina Panthers    | 12-4-0  | Porážka v NFC Divisional Play-off |
| 2009      | New Orleans Saints   | 13-3-0  | Vítězství v Super Bowlu XLIV      |
| 2010      | Atlanta Falcons      | 13-3-0  | Porážka v NFC Divisional Play-off |
| 2011      | New Orleans Saints   | 13-3-0  | Porážka v NFC Divisional Play-off |
| 2012      | Atlanta Falcons      | 13-3-0  | Porážka v NFC Championship Game   |
| 2013      | Carolina Panthers    | 12-4-0  | Porážka v NFC Divisional Play-off |
| 2014      | Carolina Panthers    | 7-8-1   | Porážka v NFC Divisional Play-off |
| 2015      | Carolina Panthers    | 15-1-0  | Porážka v Super Bowlu L           |
| 2016      | Atlanta Falcons      | 11-5-0  | Porážka v Super Bowlu LI          |
| 2017      | New Orleans Saints   | 11-5-0  | Porážka v NFC Divisional Play-off |
| 2018      | New Orleans Saints   | 13-3-0  | Porážka v NFC Championship Game   |
| 2019      | New Orleans Saints   | 13-3-0  | Porážka v NFC Wild Card Play-off  |
| 2020      | New Orleans Saints   | 12-4-0  | Porážka v NFC Divisional Play-off |

## Divoká karta
| Sezóna    | Tým                               | Bilance       | Výsledek v play-off                                                |
| --------- | --------------------------------- | ------------- | ------------------------------------------------------------------ |
| NFC South |                                   |               |                                                                    |
| 2002      | Atlanta Falcons                   | 9-6-1         | Porážka v NFC Divisional Play-off                                  |
| 2005      | Carolina Panthers                 | 11-5-0        | Porážka v NFC Championship Game                                    |
| 2008      | Atlanta Falcons                   | 11-5-0        | Porážka v NFC Wild Card Play-off                                   |
| 2010      | New Orleans Saints                | 11-5-0        | Porážka v NFC Wild Card Play-off                                   |
| 2011      | Atlanta Falcons                   | 10-6-0        | Porážka v NFC Wild Card Play-off                                   |
| 2013      | New Orleans Saints                | 11-5-0        | Porážka v NFC Divisional Play-off                                  |
| 2017      | Carolina Panthers Atlanta Falcons | 11-5-0 10-6-0 | Porážka v NFC Wild Card Play-off Porážka v NFC Divisional Play-off |
| 2020      | Tampa Bay Buccaneers              | 11-5-0        |                                                                    |

## Celkem v play-off
(pouze v NFC South od roku 2002)
| Tým                  | Divizní šampión | Účast v play-off | Šampion konference | Vítězství v Super Bowlu |
| -------------------- | --------------- | ---------------- | ------------------ | ----------------------- |
| Atlanta Falcons      | 4               | 8                | 1                  | 0                       |
| Carolina Panthers    | 5               | 7                | 2                  | 0                       |
| New Orleans Saints   | 7               | 9                | 1                  | 1                       |
| Tampa Bay Buccaneers | 3               | 4                | 1                  | 1                       |